# Poolbillard 2005
Die Poolbillard-Saison 2005 war eine Serie von Poolbillard-Turnieren, die von der World Pool-Billiard Association veranstaltet wurden.

## Saisonergebnisse
| Datum                           | Turnier                                   | Austragungsort   | Disziplin   | Sieger              | Finalist             | Ergebnis |
| 17. Februar bis 19. Februar     | ET 69 – Belgium Open 2005                 | Gent             | 9-Ball      | Niels Feijen        | Andreas Roschkowsky  |          |
| 4. März bis 6. März             | Asian Tour 2005 – Event 1                 | Singapur         | 9-Ball      | Gandy Valle         | Wu Chia-Ching        | 11:9     |
| 1. April bis 3. April           | Asian Tour 2005 – Event 2                 | Jakarta          | 9-Ball      | Efren Reyes         | Yang Ching-shun      | 11:6     |
| 13. April bis 17. April         | ET 70 – Italy Open 2005                   | Monfalcone       | 9-Ball      | Alex Lely           | Šandor Tot           |          |
| 19. März bis 20. März           | All Japan Open 2005                       | Japan            | 9-Ball      | Efren Reyes         | unbekannt            |          |
| 29. April bis 1. Mai            | Asian Tour 2005 – Event 3                 | Kaohsiung        | 9-Ball      | Yang Ching-shun     | Au Chi-Wai           | 11:3     |
| 7. Mai bis 8. Mai               | ET 71 – German Open 2005                  | Sindelfingen     | 9-Ball      | Nick van den Berg   | Marcus Chamat        |          |
| 26. Mai bis 29. Mai             | Predator International Championship 2005  | Jacksonville, FL | 9-Ball      | Johnny Archer       | unbekannt            |          |
| 3. Juni bis 5. Juni             | Asian Tour 2005 – Event 4                 | Manila           | 9-Ball      | Ronato Alcano       | Yang Ching-shun      | 11:6     |
| 8. Juni bis 12. Juni            | ET 72 – Austrian Open 2005                | Rankweil         | 9-Ball      | Markus Juva         | Tony Drago           |          |
| 2. Juli bis 10. Juli            | 9-Ball-Weltmeisterschaft 2005             | Kaohsiung        | 9-Ball      | Wu Chia-Ching       | Kuo Po-Cheng         |          |
| 10. August bis 11. August       | International Challenge of Champions 2005 | Uncasville       | 9-Ball      | Chao Fong-Pang      | unbekannt            |          |
| 2. September bis 5. September   | World Pool Masters 2005                   | Doncaster        | 9-Ball      | Raj Hundal          | Rodney Morris        | 8:7      |
| 7. September bis 12. September  | ET 73 – Netherlands Open 2005             | Weert            | 9-Ball      | Niels Feijen        | Marcus Chamat        |          |
| 8. November bis 14. November    | 8-Ball-Weltmeisterschaft 2005             | Fudschaira       | 8-Ball      | Wu Chia-Ching       | Nick van den Berg    |          |
| 19. September bis 25. September | US Open 9-Ball 2005                       | Chesapeake, VA   | 9-Ball      | Alex Pagulayan      | Jose Parica          |          |
| 14. Oktober bis 16. Oktober     | World Pool League 2005                    | Warschau         | 9-Ball      | Thorsten Hohmann    | Francisco Bustamante |          |
| 26. Oktober bis 30. Oktober     | ET 74 – Swiss Open 2005                   | Frauenfeld       | 9-Ball      | Thomas Engert       | Andreas Roschkowsky  |          |
| 30. November bis 4. Dezember    | ET 75 – Costa del Soll Open 2005          | Málaga           | 9-Ball      | Christian Reimering | Thomas Engert        |          |
| 15. Dezember bis 18. Dezember   | Mosconi Cup 2005                          | Las Vegas        | 9-Ball      | USA                 | Europa               | 11:6     |
|                                 | Europameisterschaft 2005                  | Veldhoven        | 14/1 endlos | Thorsten Hohmann    | Nicolas Ottermann    |          |
| 8-Ball                          | Europameisterschaft 2005                  | Veldhoven        | Alex Lely   | Tomasz Kapłan       |                      |          |
| 9-Ball                          | Europameisterschaft 2005                  | Veldhoven        | Alex Lely   | Ralf Souquet        |                      |          |